# NGC 2261
NGC 2261 (také známá jako Hubbleova proměnná mlhovina nebo Caldwell 46) je proměnná reflexní mlhovina v souhvězdí Jednorožce vzdálená přibližně 2 500 světelných let. Objevil ji britský astronom William Herschel v roce 1783. Je osvětlována hvězdou R Monocerotis, která je skryta za mlhovinou, takže není přímo vidět.

## Pozorování

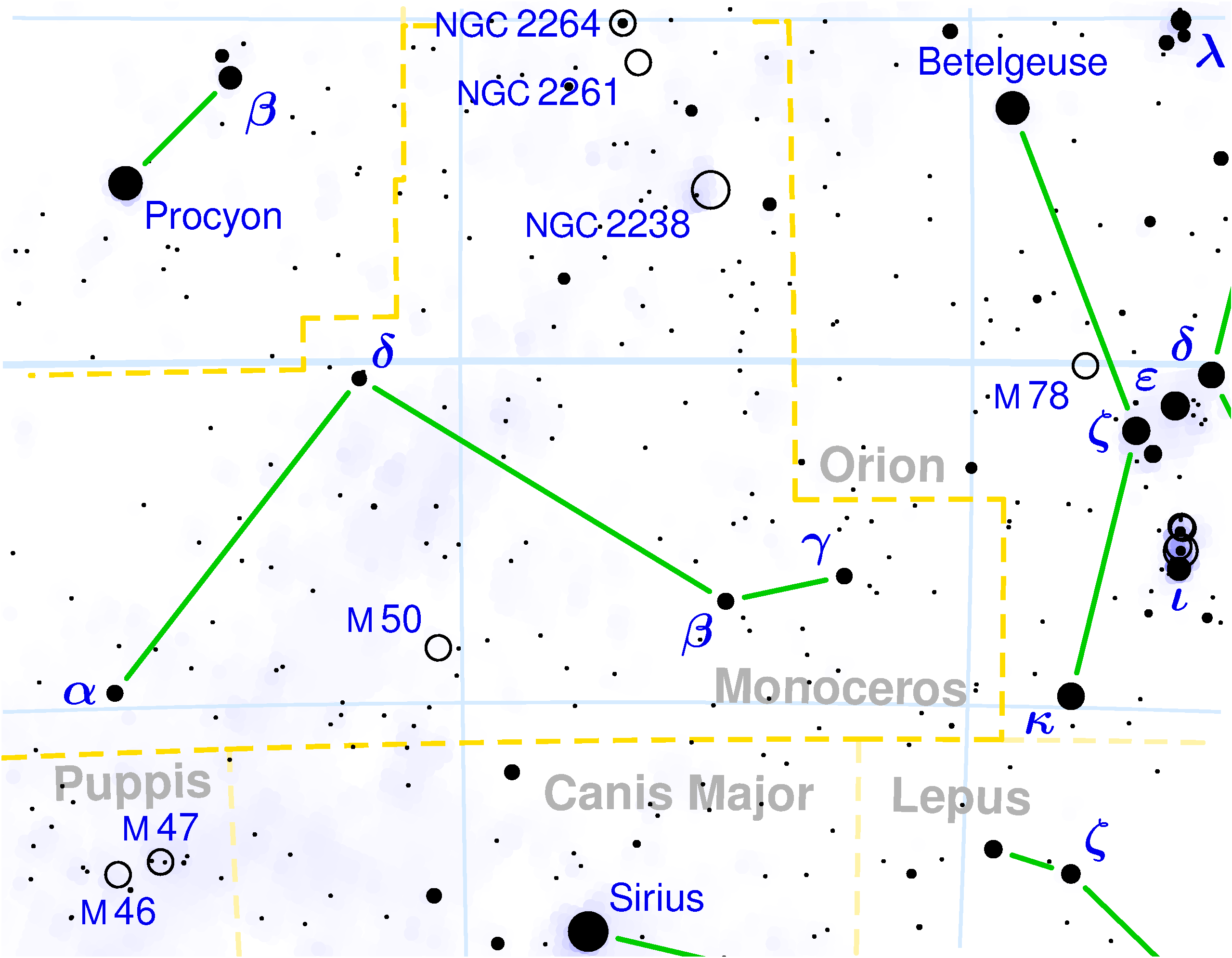
Poloha NGC 2261 v souhvězdí Jednorožce

Na obloze se nachází v severní části souhvězdí u hranice se souhvězdím Blíženců, 7,5° jižně od hvězdy Alhena (γ Gem) s magnitudou 1,9. 1° severovýchodně se nachází hvězdokupa NGC 2264 (hvězdokupa Vánoční stromeček a Kuželová mlhovina).
Mlhovina má tvar trojúhelníku, na jehož vrcholu je proměnná hvězda R Monocerotis s magnitudou 10. K pozorování mlhoviny je zapotřebí alespoň malý hvězdářský dalekohled, protože má opravdu malý rozměr. Nejznámější vlastností této mlhoviny je její proměnná jasnost, která kolísá v průběhu několika měsíců. 

## Vlastnosti
Pro amatérské astronomy je mlhovina zajímavá zejména díky své proměnnosti. Jedním z vysvětlení její proměnnosti je, že hustá mračna prachu blízko R Mon pravidelně stíní světlo této hvězdy.
Tuto proměnnost objevil v polovině 20. století americký astronom Carl Otto Lampland na základě fotografických snímků pořízených v průběhu několika let. Toto kolísání se neshoduje s periodou proměnnosti centrální hvězdy R Monocerotis, navíc mlhovina mění svou jasnost jen v určité části. Z toho Lampland usoudil, že existuje jiná otáčející se temná mlhovina, která mlhovinu zakrývá, když se dostane před mlhovinu z našeho úhlu pohledu. V roce 1959 George Howard Herbig zjistil, že centrální hvězda je ve skutečnosti malou a jasnou mlhovinou trojúhelníkového tvaru, která uvnitř skrývá právě vzniklou hvězdu. Byl to první z mnoha podobných později objevených objektů. Předpokládá se, že takový útvar mohl před čtyřmi miliardami let obklopovat i Slunce během tvorby planet.
Centrální hvězda mlhoviny je ve skutečnosti dvojhvězdou, jejíž jasnější složka je přibližně 10x větší než Slunce. Kvůli husté mlhovině ovšem není viditelná v oblasti viditelného světla, nýbrž pouze v infračerveném spektru. Systém je pravděpodobně tvořen dvěma hvězdami typu T Tauri, které se vytvořily před 300 tisíci let.
Proměnnost mlhoviny může být také způsobena vlákny plynu, která jsou z protoplanetárního disku vyháněna a tvoří dvojitý kužel, který sleduje siločáry magnetického pole hvězdy, a tím způsobují pozorované změny. 
NGC 2261 použil Edwin Hubble jako první světlo pro Haleův dalekohled na palomarské observatoři dne 26. 1. 1949,
21 let po začátku příprav na výstavbu observatoře (1928). Edwin Hubble tuto mlhovinu studoval již dříve na observatořích Yerkes a Mount Wilson.